# Symplocos bractealis
Symplocos bractealis är en tvåhjärtbladig växtart som beskrevs av Thw. Symplocos bractealis ingår i släktet Symplocos och familjen Symplocaceae. Inga underarter finns listade i Catalogue of Life.